# Castulo shepherdi
Castulo shepherdi là một loài bướm đêm thuộc phân họ Arctiinae, họ Erebidae.